# Кечнюхи
Кечнюхи (чечен. КӀэгана-юх) — покинутый аул в Галанчожском районе Чеченской Республики.

## География
Аул расположен на северо-западной части Галанчожского района, к северо-западу от районного центра Галанчож.
Ближайшие населённые пункты: на северо-востоке — сёла Янди и Шалажи, на юго-востоке — бывшие аулы Бончу-Дига и Гурчу.

## История
Аул Кечнюхи ликвидирован в 1944 году во время депортации чеченцев. После восстановления Чечено-Ингушской АССР чеченцам было запрещено возвращаться в свои исконные районы: Галанчожский, Шатойский и Итум-Калинский.